# José Nogales Sevilla
José Valentín Nogales y Sevilla (Málaga, 3 de noviembre de 1860-Málaga, 28 de noviembre de 1939) fue un pintor y acuarelista español del siglo XIX y principios del XX, especializado en temas de flores y paisajes. Perteneciente a la Escuela malagueña de pintura, recibió la influencia de Bernardo Ferrándiz y Muñoz Degrain.

## Biografía

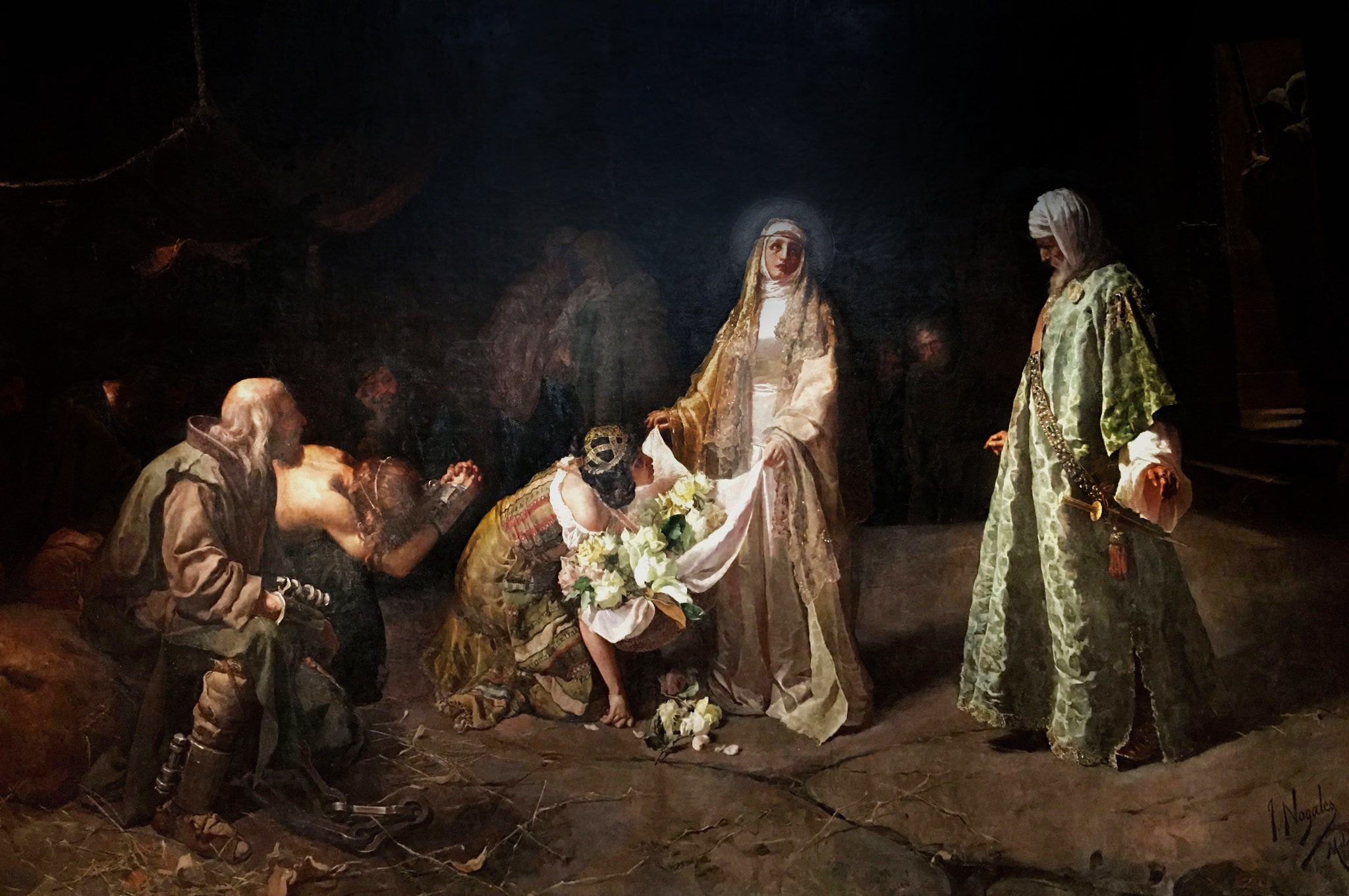
El milagro de Santa Casilda (1892)

Nació el 3 de noviembre de 1860 siendo bautizado ocho días después de su nacimiento en la iglesia de San Juan. Su familia, de clase obrera, se esforzó para que ya de niño no le faltara de nada y con 18 años entró a trabajar de auxiliar en la oficina de ferrocarriles desempeñando su función hasta los 30 años.
José Nogales se inscribiría en la escuela de bellas artes durante las noches para aprender dibujo teniendo como maestro a Bernardo Ferrándiz que destacó su habilidad para el dibujo y la acuarela. Impartió hasta su jubilación clases en la Escuela de Bellas Artes y desde 1910 fue académico de la Real Academia de Bellas Artes de San Telmo, tras entrar como profesor de esta escuela en 1888, nombrado ayudante meritorio de la escuela y más tarde ayudante numerario.
Entre 1902 y 1903 obtuvo el cargo de director de la escuela, al mismo tiempo que conoció a Antonio Muñoz Degrain del cual se haría buen amigo e influenciaría en su pintura.
La obra de José Nogales es abundante: en los fondos del Museo de Málaga hay dos cuadros suyos. 
Remitió asiduamente sus obras a muestras y certámenes, tanto regionales como nacionales, donde obtuvo tercera medalla en la Exposición Nacional de 1890, sendas segundas medallas en 1876 y 1878, así como condecoración en la edición de 1904. Fue premiado con medalla de oro en la Exposición Vaticana de 1888, mismo galardón que obtuvo en la Internacional de 1892, celebrada en Madrid, por la obra titulada Santa Casilda.
Su defunción se produjo en 1939 y está enterrado en el cementerio de San Miguel de Málaga, donde también están enterrados algunos de sus maestros y compañeros, como Muñoz Degrain y Moreno Carbonero.

## Obras
- La collecte du moine, óleo sobre lienzo, 1884.
- Flores y espinas, óleo sobre lienzo, 1890.
- Santa Casilda, óleo sobre lienzo, 1892.
- Floristas valencianas, óleo sobre lienzo, 1908 (en dep. en el Museo Municipal de Málaga).